# 安子岛站
安子岛站（日语：／ Akogashima eki */?）位于福岛县郡山市热海町安子岛，是东日本旅客铁道（JR東日本）管辖的磐越西线上的鐵路車站。支持使用Suica。

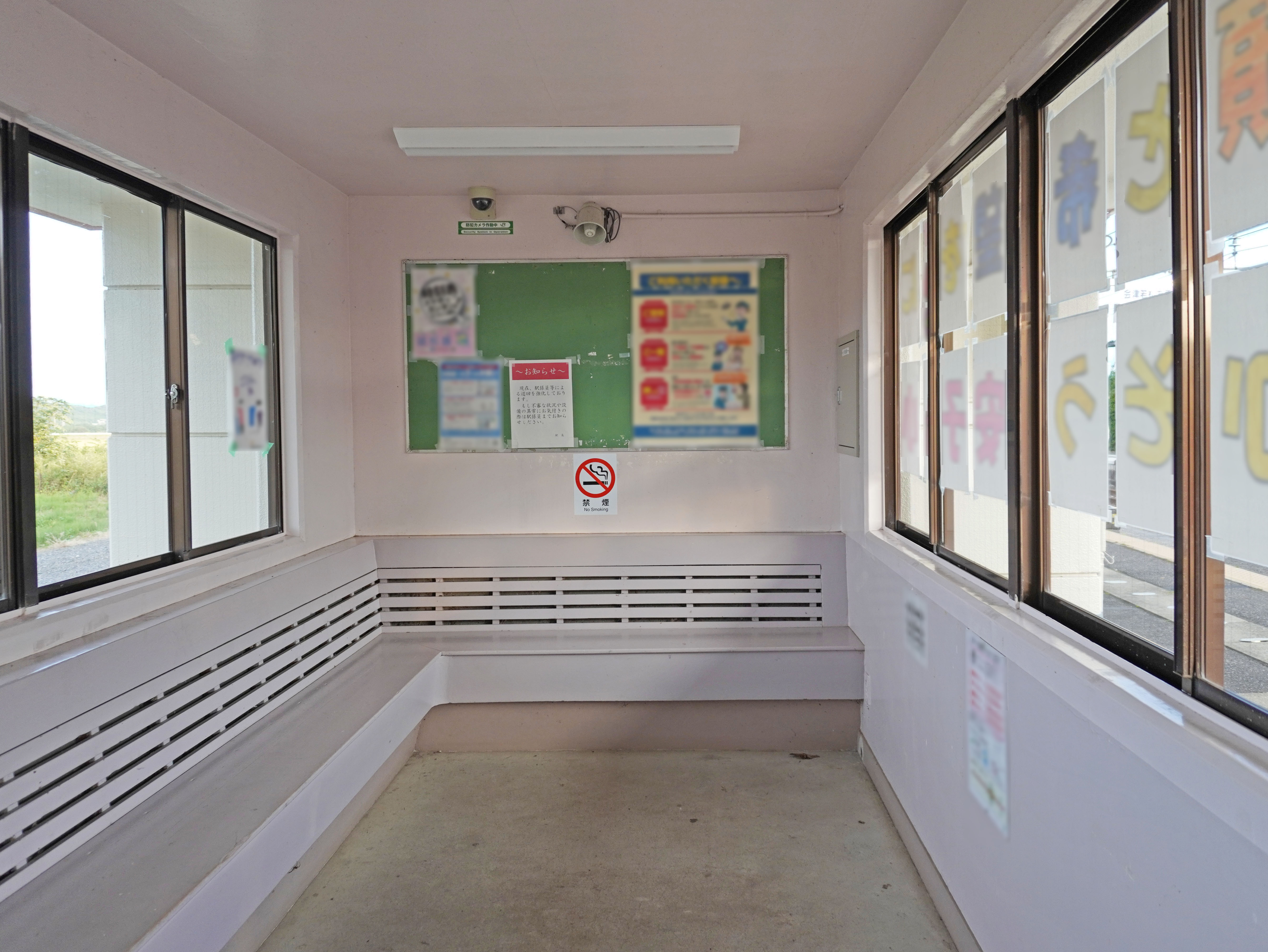
候車室內（2022年9月）

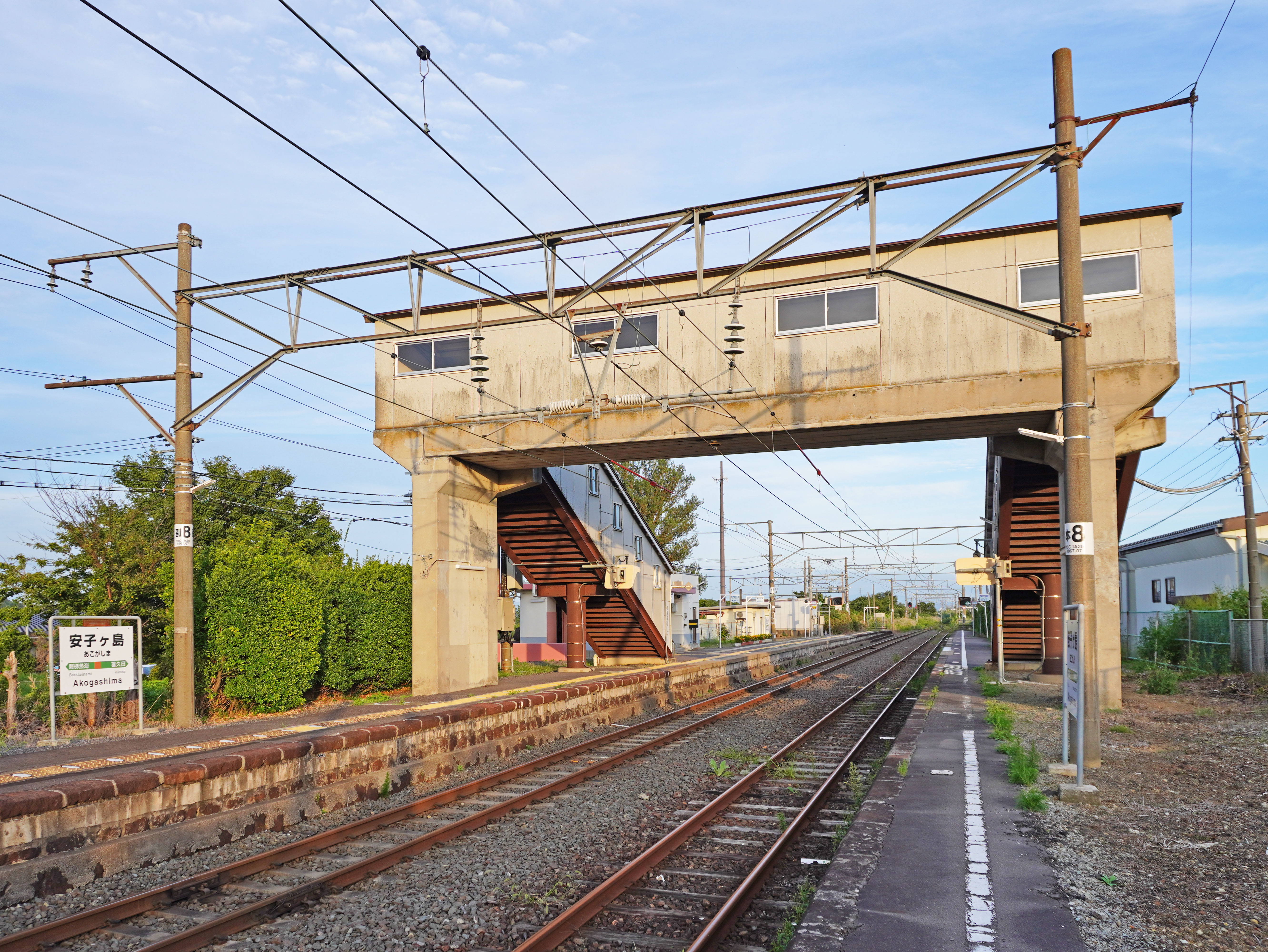
月台（2022年9月）

## 历史
- 1898年7月26日 - 作为"岩越铁道"车站投入运营[2]。
- 1906年11月1日 - 岩越铁道国有化。
- 1968年2月1日 - 成为远程遥控站。
- 1972年9月1日 - 车站无人化。
- 1981年 - 站房改建[2]。
- 1987年4月1日 - 国铁分割民营化后成为JR东日本车站。

## 车站结构
侧式站台2台2线的地上车站。两个站台间通过跨线桥连接。在没有列车会让时，多使用靠近站房的1站台。站内1道是上下行正线，但是由于喜久田方面道岔有75km/h的限速，因而无法按照正常正线全速通过。
郡山站管理的无人站。

### 站台配置
| 站台 | 路线      | 方向 | 目的地               |
| ---- | --------- | ---- | -------------------- |
| 1    | ■磐越西线 | 下行 | 猪苗代、会津若松方向 |
| 2    | ■磐越西线 | 上行 | 郡山方向             |

## 相鄰車站
東日本旅客鐵道
■磐越西線
□快速
通过
■普通
喜久田－安子岛－磐梯热海